# Vicente Ferrer Pérez

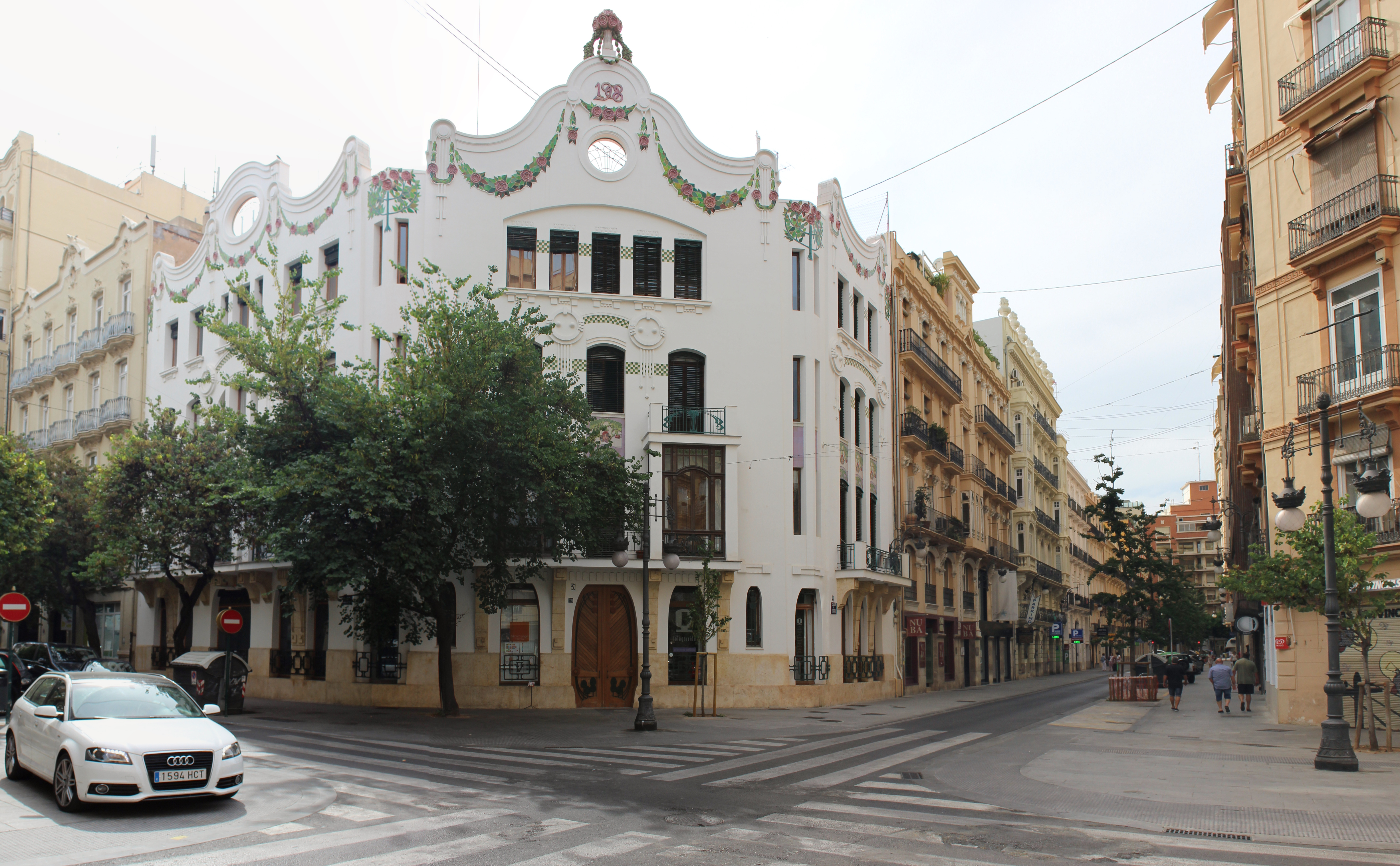
Edificio Ferrer

Vicente Ferrer Pérez (Játiva 1874, Valencia † 1960) fue un arquitecto español, autor de la que se considera la obra más refinada e imaginativa del modernismo valenciano en la calle Cirilo Amorós número 29 de Valencia, España.

## Biografía
Nace en 1874 en Játiva y estudia en la Escuela de Arquitectura de Barcelona, obteniendo el título de arquitecto en 1902. Su obra arquitectónica es reducida, y está marcada por el estilo de la corriente vienesa de la Sezession y la Exposición de Turín de 1902. 
Podemos básicamente centrarnos en dos obras:
- El edificio Ferrer, en la calle Cirilo Amorós número 29, en Valencia, (1907).
- Los Cinematógrafos Caro en la calle Marqués de Caro número 1, en Valencia, (1910).[2]

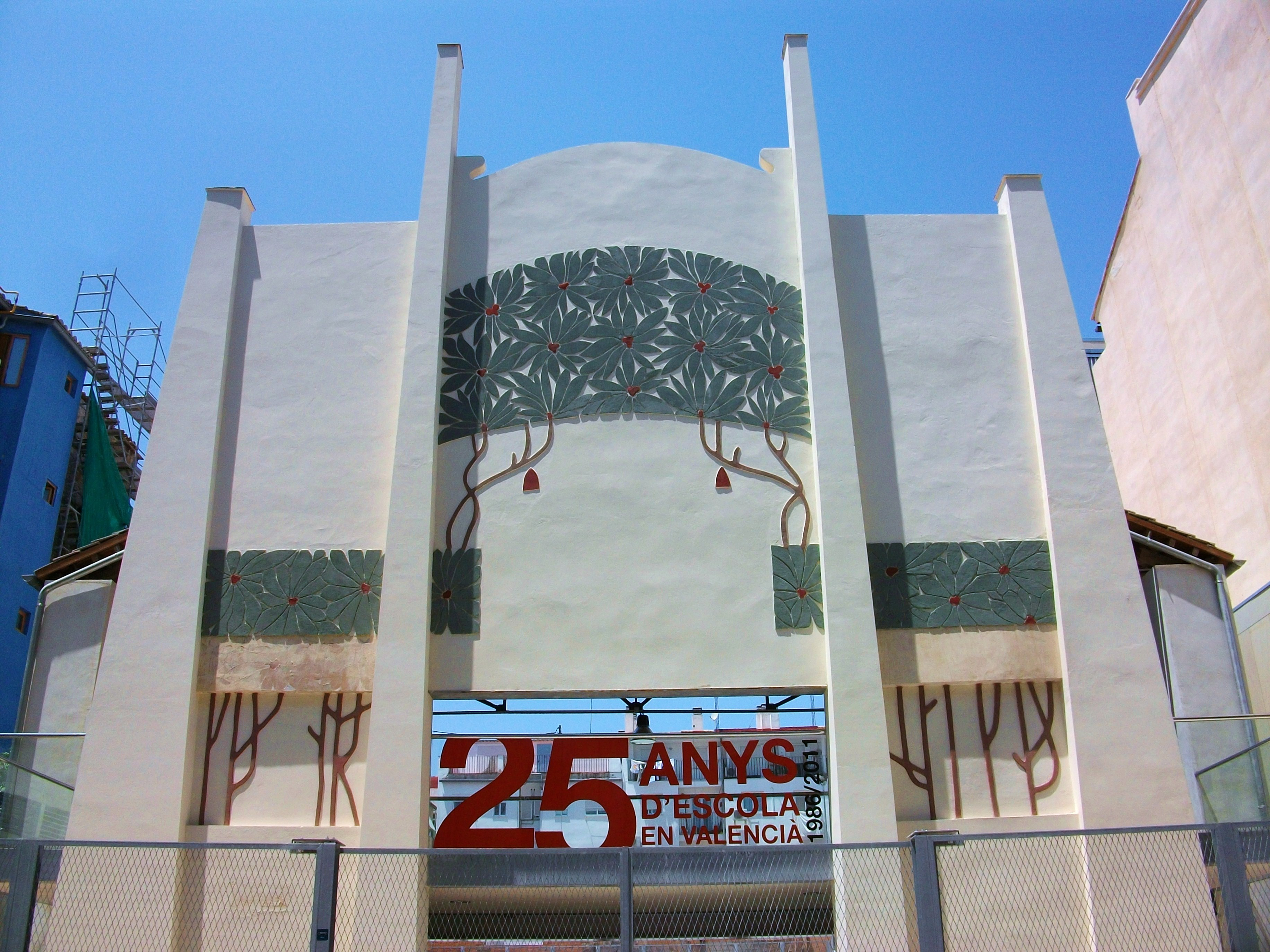
Cinematógrafos Caro (Valencia)

No acabó Ferrer de cuajar en el ambiente arquitectónico valenciano, y decidió apartarse del ejercicio libre para pasar a trabajar en el Catastro como Arquitecto Jefe. En 1909 es nombrado secretario de la Asociación para el Progreso de las Ciencias en la sección de Artes Aplicadas y fue Vocal Honorario del Comité Ejecutivo de la Exposición Regional Valenciana de 1909. 
Nada tenía que ver con su obra de vanguardia el proyecto de la Capilla de la Iglesia Parroquial de Nuestra Señora del Rosario del Cabañal, de lenguaje dieciochesco.